# Circonscription de Shola Gebeya
La circonscription de Shola Gebeya est une des 135 circonscriptions législatives de l'État fédéré Amhara, elle se situe dans la Zone Nord Shoa. Son représentant actuel est Wewesen Wegayehu Desta.